# Rolf Schnier
Rolf Schnier (* 1960) ist ein deutscher Skatspieler und Skatweltmeister 2016 des Skatweltverbandes International Skat Players Association (ISPA).
Bei der 20. Skat-Weltmeisterschaft 2016 im Caesars Palace in Las Vegas/USA wurde Schnier mit 5.572 Punkten Weltmeister in der Einzelwertung und errang darüber hinaus noch zwei Seriensiege. Schnier lebt mit seiner Familie im Aachener Stadtteil Eilendorf und ist seit 1983 Mitglied im Skatclub „Ohne Elf La Calamine“ aus Kelmis in Belgien. Dadurch bedingt startet er für das Nationalmannschaftsteam Belgiens, das in Las Vegas den zweiten Platz in der Nationenwertung errang. Bereits 2002 hatte er mit der belgischen Nationalmannschaft in Grömitz die Weltmeisterschaft in der Nationenwertung gewonnen. 
Der gelernte Installateur und hauptberuflich als Pförtner des Aachener Rathauses tätige Schnier spielt schon seit dem sechsten Lebensjahr Skat und nahm ab dem 14. Lebensjahr an Turnieren teil. Seit mehr als 20 Jahren tritt er zudem für die Bundesliga Gruppe West an. Vor seinem Weltmeistertitel 2016 war Schnier bereits 2001 und 2005 belgischer Meister und erreichte bei bedeutenden internationalen Wettkämpfen sowohl im Einzel als auch mit der Mannschaft zahlreiche weitere vordere Platzierungen, darunter den 10. Platz bei der Skat-Europameisterschaft 2013 in St. Vith.